# Alphonse Gemuseus
Alphonse Gemuseus   (Basilea, 8 de maig de 1898 - Basilea, 28 de gener de 1981) va ser un genet suís que va competir durant la dècada de 1920.
El 1924 va prendre part en els Jocs Olímpics de París, on va disputar dues proves del programa d'hípica. En el concurs de salts d'obstacles individual guanyà la medalla d'or, mentre en el concurs de salts d'obstacles per equips, formant equip amb Werner Stuber i Hans Bühler, guanyà la de plata. En ambdues proves muntà el cavall Lucette. Quatre anys més tard, als Jocs d'Amsterdam, disputà dues proves del programa d'hípica. Fou vuitè en ambdues, concurs de salts d'obstacles individual i per equips, novament amb el cavall Lucette.